# Kininvie
Kininvie est une distillerie de whisky située à Dufftown, Moray dans la région du Speyside en Écosse. La distillerie appartient à William Grant & Sons. La production de la distillerie sert à la fabrication de leurs marques de blend et de vatted malt comme Monkey Shoulder.

## Histoire
La distillerie de Kininvie est une des plus jeunes distilleries d'Écosse. La production a commencé le 4 juillet 1990
La distillerie dont le processus de distillation est entièrement contrôlé par ordinateurs possède sa propre aire de maltage. Le malt produit sur place sert aussi à alimenter la distillerie de Balvenie toute proche. La distillerie fonctionne 24h/24 et 7 jours sur 7 en dehors de la période silencieuse.
La production de Kininvie sert habituellement à la fabrication des blends de William Grant & Sons comme le Clan Macgregor composé d’un fort pourcentage de whisky de grain et de whisky de la distillerie. Kininvie a aussi embouteillé un single malt appelé Hazelwood 105 âgé de 15ans. C'est une version très limitée.
En 2005, William Grant & Sons a créé et commence à distribuer un vatted malt appelé Monkey Shoulder. Il se compose d’un mélange de single malts provenant de Kininvie, de Balvenie et de Glenfiddich, toutes trois appartenant à la famille Grant. Le nom de ce whisky rend hommage aux ouvriers des distilleries travaillant dans les aires de maltage et qui attrapaient souvent un rhumatisme qui leur déformait le haut du corps à cause des gestes répétitifs (la maladie de l’ « épaule de singe »).